# ولگسهایم
ولگسهایم (به آلمانی: Welgesheim) یک شهر در آلمان است که در ماینتس-بینگن واقع شده‌است. ولگسهایم ۶۱۸ نفر جمعیت دارد.

## نگارخانه

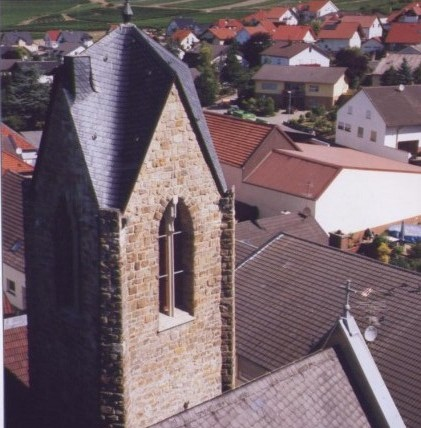
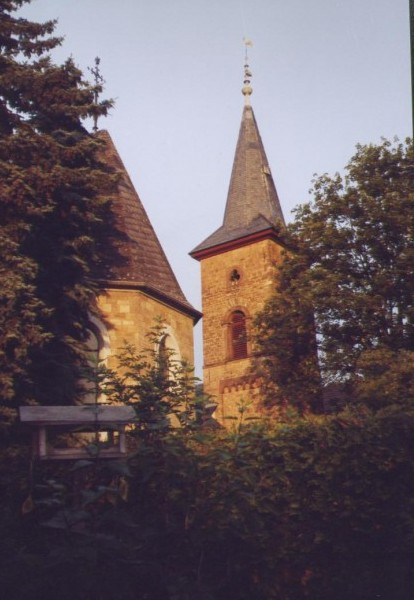
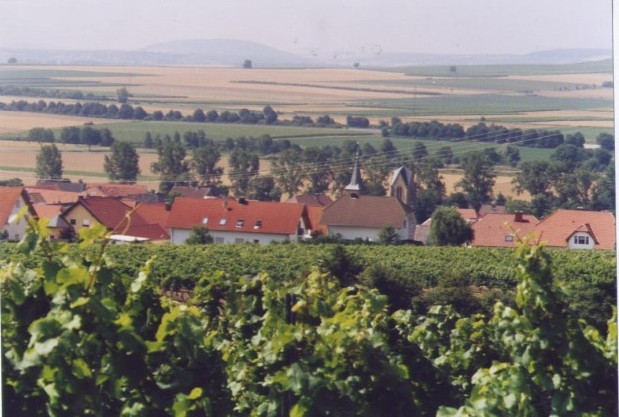
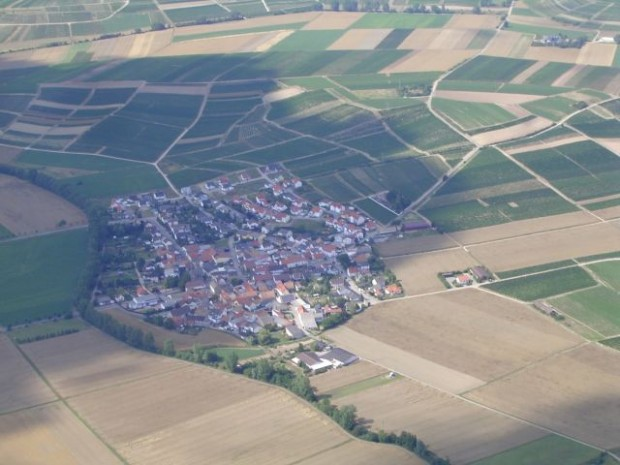